# Aponi Saturní
Aponi Saturní (en llatí Aponius Saturninus) va ser governador de Mèsia al segle i.
Governava el país a la mort de Neró i va rebutjar als sàrmates que van envair la província. Va ser recompensat amb una estàtua triomfal al començament del regnat d'Otó. En la lluita per l'imperi entre Vitel·li i Vespasià va donar suport al primer però després va canviar de bàndol i va creuar els Alps per unir-se a Antoni Prim al nord d'Itàlia. Prim, que volia per ell sol els honors i el comandament suprem, va incitar un motí al camp de Saturní i aquest va haver de fugir.
Tàcit diu que tenia rang consolar però el seu nom no consta als Fasti.